# 伊朗酒精
這篇伊朗酒精（英語：Alcohol in Iran）是對伊朗酒精問題的簡短敘述。
伊朗自1979年伊斯蘭共和國政府成立後即頒佈法令，禁止該國的穆斯林公民飲酒。
但根據一項在2017年所做的伊朗全國調查，卻發現有5.7%的伊朗成年人在過去一年中曾經飲酒。

## 歷史
在伊朗文化和歷史中，葡萄酒從最早的波斯帝國管理，到宗教和文學，均曾發揮過重要的作用。

### 伊朗伊斯蘭化之前
現代歷史學家魯迪·馬蒂解釋說伊朗在第7世紀遭到伊斯蘭化之前，當地原有的祆教把酒當作是液體黃金，也是燦爛太陽的移動之火。葡萄酒是解放儀式功能中的一部分，作為血液的化身。馬蒂補充說，伊朗在古代史和古典時代晚期的精英階級，其歷史“可寫成是以酒為中心的戰鬥和盛宴（razm va bazm）歷史”。

### 伊斯蘭化之後
在古典伊斯蘭遼闊的世界中，從西邊的安達魯斯（伊比利半島）到東方邊的大呼羅珊，宴飲都是重大事件。根據馬蒂的描述，在第9世紀首先從阿拉伯阿拔斯王朝統治者尋求自治的伊朗薩法爾王朝和薩曼王朝，“其統治者及隨從均以甚為熱衷宴飲”而聞名於世。在11世紀，齊亞爾王朝統治者凱卡武斯的著作《卡武斯·納馬（英文譯名Mirror of Princes）》明確記載《古蘭經》禁止飲酒，但也對飲酒的正確方式提出建議（塞爾柱王朝時期學者及宰相尼札姆·穆勒克在他作品《國政管理（英文譯名Book of Government）》中，也提出相同論點），同時也理所當然認為在宴會上必須供應葡萄酒。
英國旅行家和作家托馬斯·赫伯特在1627年曾寫過一篇文章，談論關於鄂圖曼人和薩法維王朝伊朗人在飲酒方面的差異。根據赫伯特的說法，鄂圖曼人受法律禁止飲酒，但仍會私底下偷偷飲用。而另一方面，伊朗人曾有很長一段時間會公開飲酒，而也會過量飲用。根據17世紀到薩法維王朝統治地區旅行的法國旅行家尚·夏爾丹的說法，當地人飲酒的主要目是迅速喝醉，因此伊朗人會偏好烈酒。夏爾丹的說法與Reinhold Lubenau（16世紀旅行家，以古德文撰寫日記形式的作品關於16世紀晚期在鄂圖曼君士坦丁堡（今日伊斯坦堡）的描述相呼應。夏爾丹說“伊朗人在喝酒時會有所勉強，不把飲酒當作是種享受，而是當作吞藥。”馬蒂解釋，伊朗人迅速喝醉酒的原因是因為在伊斯蘭文化中，酒精並非“適於社交”之用。由於酒精在伊斯蘭教中被視為禁品，因此永遠不能成為一種正當生活中的用品，此與古希臘人不同。古希臘的傳統是把在座談會飲用的酒精當作是種提高氣氛的物質，酒精深因此植於當時社會精英的生活方式中。但即使酒精在伊朗仍是種“禁果，眾人在公開場合不會承認，但又私底下會情不自禁的偷偷飲用”。飲酒在伊斯蘭世界從未融入，成為一種飲食文化（那種“在地中海，基督教/歐洲文化中用餐時，用來增添歡樂氣氛的物質）。伊斯蘭世界的餐點通常是配以一杯水，安靜的解決；之後，主人和客人通常會移到到不同的房間，飲用咖啡和茶，並享用水煙。
根據馬蒂的說法，伊斯蘭社會中飲酒也會發生在特定的社會階層。通常是較高社會階層人士(精英（khass）)才會飲酒，中產階級則普遍禁酒，這些人也以虔誠信仰伊斯蘭教著稱。上層階級認為自己有特權，也就是說飲酒是種傳統上賦予伊斯蘭社會精英的“權利”。禁酒是平民（avvam）的事，因為這些人有無力克制自己的問題。社會底層通常會使用其他藥物，最特別的是鴉片（古蘭經或聖訓並未特別對使用這種藥物予以責難）。馬蒂解釋道，這類人通常用鴉片來打發無聊，對生活中苦難以麻木來對待，也特別是種自我藥療的形式。
馬蒂解釋說，那個時代醉酒的普通人與愛施詭計和鬼祟行為的亞種文化有關。這些人通常會偷溜到城鎮內非穆斯林居住區的後巷小酒館，這些小酒館是猶太人和亞美尼亞人所經營。伊斯蘭社會認為酒館是“聲名狼藉”的所在，與“生活中陰暗的一面有關，而酒館老闆在社會上與娼妓、同性戀、和巡迴賣藝者的地位大致相同”。
社會精英普遍飲酒，一般穆斯林常光顧小酒館；然而，酒精是“正式受到禁止的物質”，而無法在日常生活中發揮功能。因此馬蒂解釋說，反過來喝酒“成為是種想像世界中（神秘）詩歌中情人對心愛的人，所產生熾熱感情的隱喻”。

## 現代伊朗法律
根據伊朗法律，信仰伊斯蘭教的公民禁止飲酒。

### 給予非伊斯蘭教信徒的例外
伊朗官方允許當地非穆斯林少數民族得為本身消費和宗教儀式（如聖餐禮）而釀造酒精飲料。伊朗議會宗教少數派保留席位共有四席，其中兩席 - 亞美尼亞人和亞述人 - 屬於基督教，前者主要是亞美尼亞使徒教會信徒。
但這種規定在有些政治案件中並未獲得尊重，例如有件涉及兩位伊朗裔美國人 - Afarin Neyssari女士和其丈夫Karan Vafadari的案件，他們受控的罪名之一是在家中舉行聚會時，備有並供應酒精，但他們是祆教信徒，祆教在伊朗是早於伊斯蘭教的一神論宗教。
伊朗法律禁止攜帶酒精入境。

### 酒後駕車
伊朗交通警察在2011-2012年共吊銷829名駕駛的執照，其中包括43名婦女，原因是他們未能通過酒精和藥物測試。德黑蘭市當局在2012年4月20日至5月20日期間對駕駛者做酒精測試，顯示其中有26%的人有Template:Ke的行為。由於伊朗沒有公共酒吧或類似場所，所以人們只能在家裡飲用。

### 刑罰
在2020年，一名穆斯林男子因為6度飲酒觸法，加上無證駕駛和持有酒精，在馬什哈德監獄內遭到處決。

## 非法酒精來源
有份2010年的研究報告《移民物質使用：在比利時的伊朗人案例》指出在伊朗，通常酒精是經由三種不同的非法途徑取得：從少數群體（尤其是亞美尼亞人）購買、在家中通過在低醇啤酒中添加發酵物釀製或是透過走私進口（主要透過東北部伊拉克庫爾德斯坦而來。
飲用非法，而品質不佳的酒類，導致中毒的情況很常見。在2018年底的4週之內，伊朗有8個省份因甲醇中毒而發生768例住院情事；其中有96人死亡。

## 非酒精替代品
伊朗因為禁酒，而產生對无醇啤酒的龐大需求。伊朗政府反酒類走私、抵制碳酸軟性飲料的宣傳、加上鼓勵人們消費无醇啤酒，在2010年進一步推升這種飲料的需求。伊朗有更多年輕人經媒體廣泛報導相關健康益處後，對此類啤酒發生興趣。在大多數飲料公司的促銷活動中，健康益處是主打的項目。

## 公共衛生
伊朗衞生及醫療教育部（MOHME）制定一項國家計劃，希望在2015年至2025年之間把國內酒精消費數量減少10%。但由宗教因素驅動，對於酒精採取零容忍的政策，而無法發展出有效的減輕傷害的結果。

## 資料來源
- Matthee, Rudi. . Past & Present. 2014, 222 (suppl_9): 100–125. doi:10.1093/pastj/gtt031.
- Spuler, Bertold. Hoyland, Robert G.; Goldbloom, Gwendolin; Walburg, Berenike , 编. . Brill. 2015. ISBN 978-90-04-27751-9.